# Photedes punicea
Photedes punicea är en fjärilsart som beskrevs av Tutt 1891. Photedes punicea ingår i släktet Photedes och familjen nattflyn. Inga underarter finns listade i Catalogue of Life.